# Carl Gangolf Kayser
Pour les articles homonymes, voir Kayser.
Carl Gangolf Kayser (parfois Carl Gangolph Kaiser), né le 12 février 1837 à Vienne et mort le 2 septembre 1895 à Inzersdorf (en), est un architecte autrichien au service de l'empereur Maximilien Ier du Mexique, durant le Second Empire mexicain.
Dans la dernière partie de sa vie, il retourne en Autriche et travaille à la restauration de châteaux médiévaux.

## Biographie
Carl Gangolf Kayser fait ses études dans la classe de sculpture de l'Académie des beaux-arts de Vienne puis dans celle de Munich. Auditeur en architecture chez Friedrich von Schmidt à Vienne, il se spécialise dans l'architecture néo-gothique et médiévale.
Après plusieurs voyages au Mexique, il est nommé architecte de la cour par l'empereur Maximilien Ier du Mexique en 1866. Après son arrivée à Mexico, il planifie divers projets architecturaux dont le Palacio Nacional et le château de Chapultepec, et poursuit les travaux des architectes Julius Hofmann et Ramón Rodríguez Arangoiti (es), qui ont été les principaux bâtisseurs du château de Chapultepec.
Le préfet de la Cour notifie officiellement à Kayser sa nomination comme architecte de la Cour en février 1866, près de deux ans après l'arrivée de Maximilien Ier au Mexique. Des dessins d'autres projets mexicains existent dans les archives de Mexico, mais ils n'ont pas été réalisés. Il a également dû abandonner la plupart de ses plans pour le château de Chapultepec après l'exécution de Maximilien Ier.
Après l'effondrement de l'empire mexicain en 1867, Kayser retourne en Autriche, où il restaure plusieurs châteaux médiévaux, tels que Kreuzenstein, Hardegg et le château de Liechtenstein près de Vienne.

## Galerie

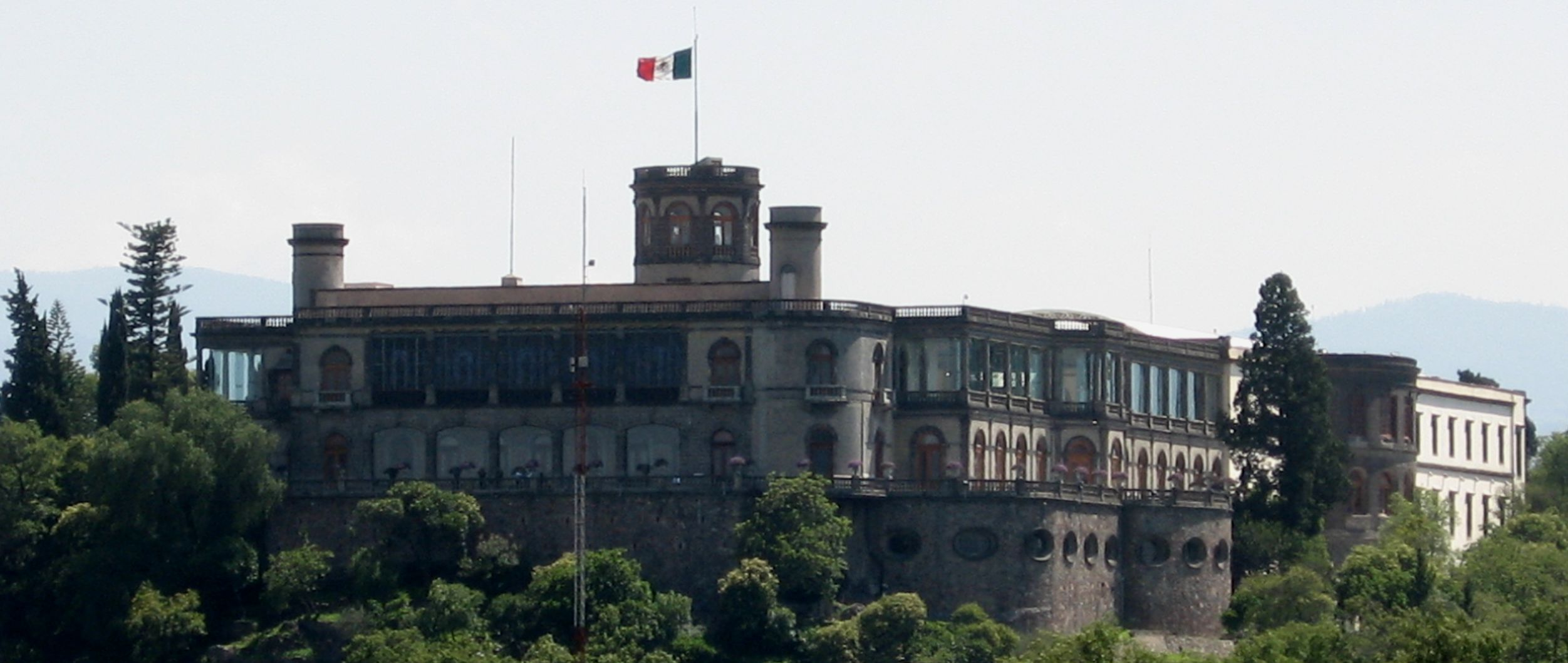
Château de Chapultepec, Mexique
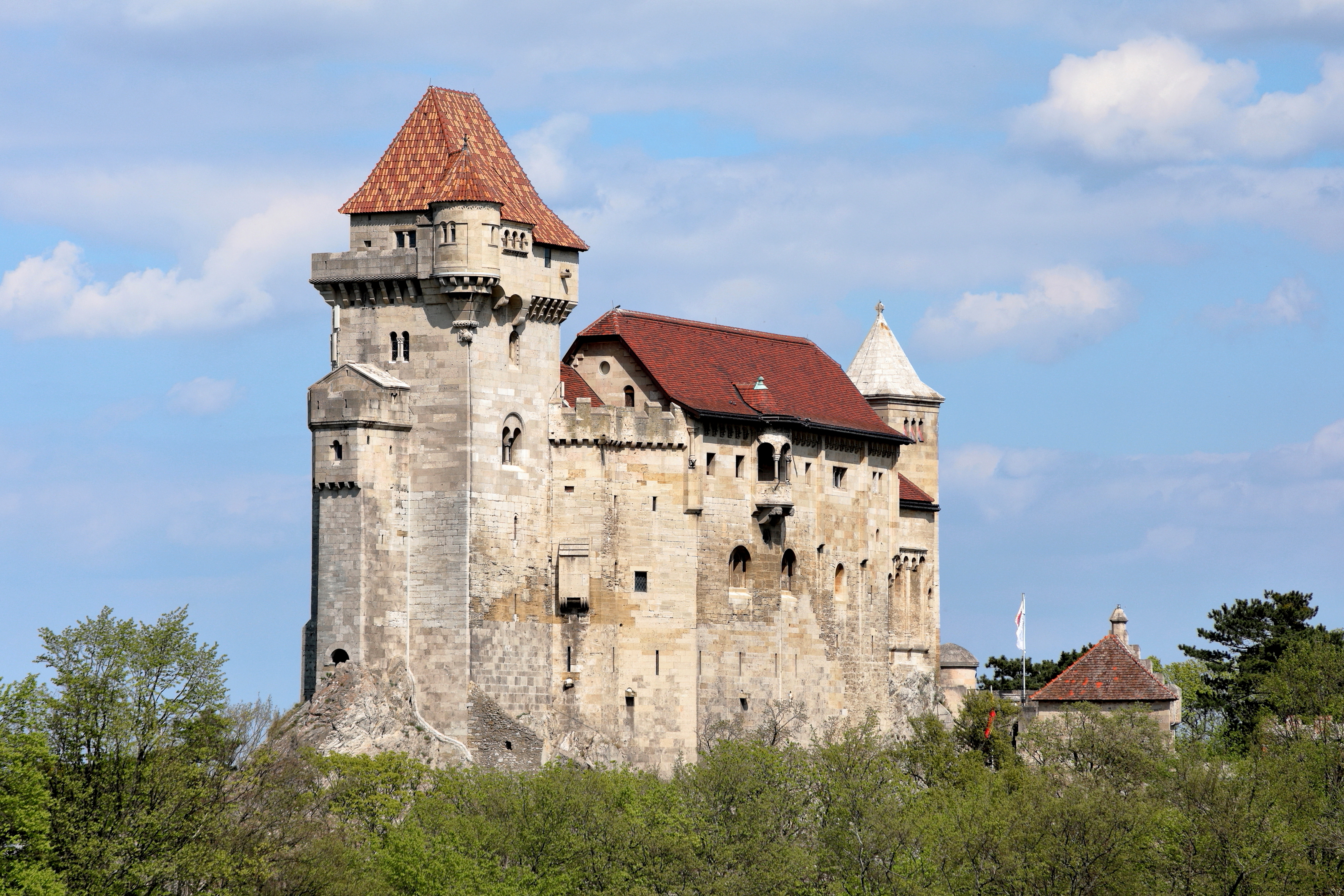
Château de Liechtenstein, Autriche
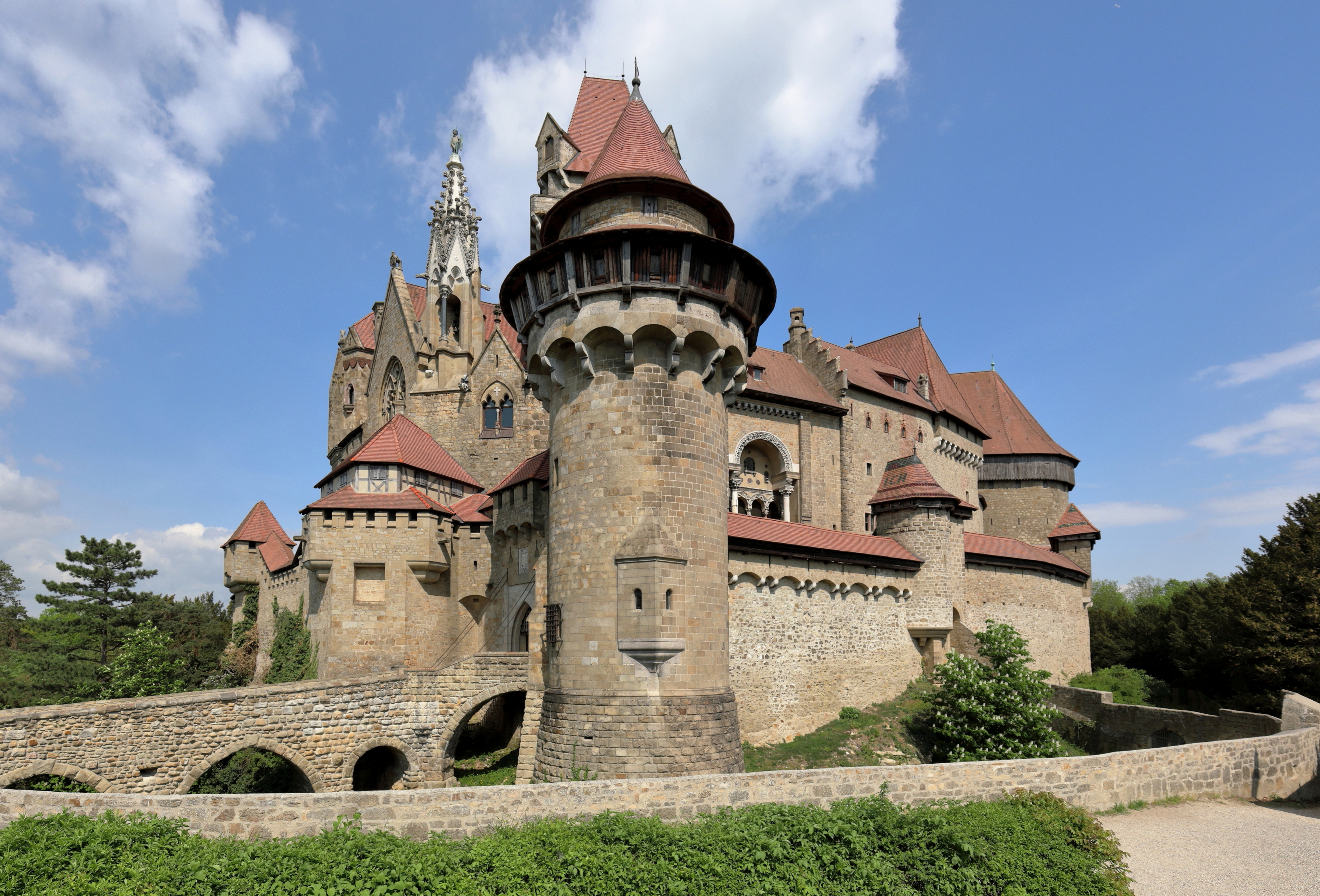
Château de Kreuzenstein, Autriche
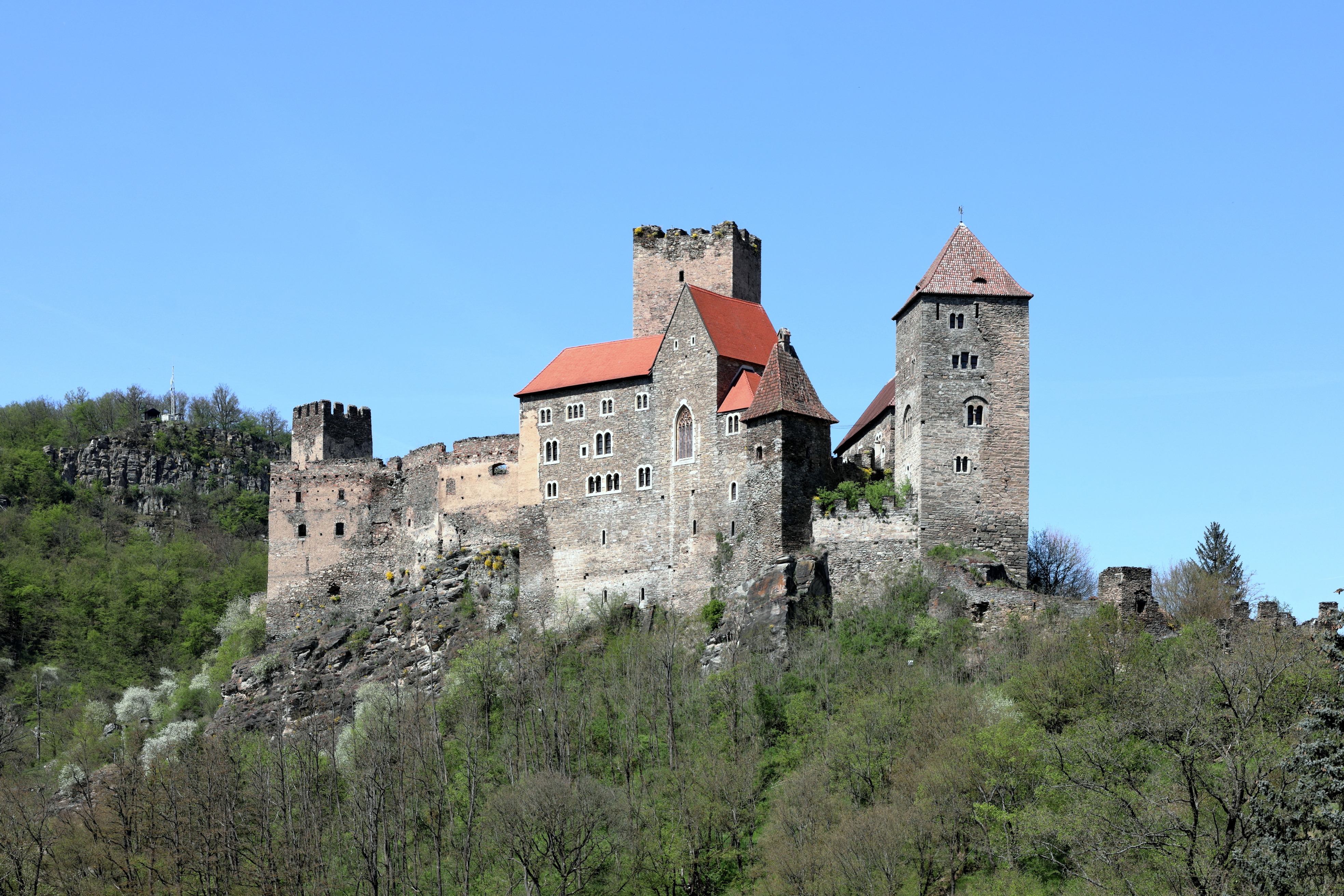
Château de Hardegg, Autriche